# 366 Vincentina

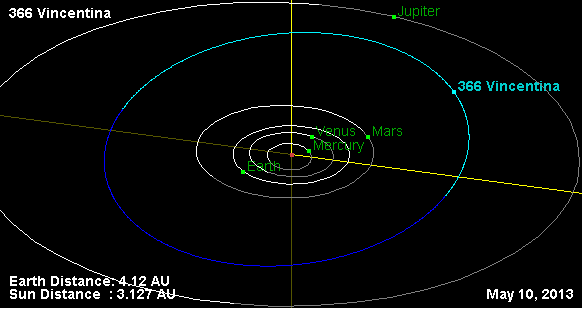
Órbita do asteroide 366 Vincentina

Vincentina (asteroide 366) é um asteroide da cintura principal com um diâmetro de 93,75 quilómetros, a 2,9709169 UA. Possui uma excentricidade de 0,0550667 e um período orbital de 2 036,25 dias (5,58 anos).
Vincentina tem uma velocidade orbital média de 16,79763231 km/s e uma inclinação de 10,55481º.
Esse asteroide foi descoberto em 21 de Março de 1893 por Auguste Charlois.